# I Poznański Batalion Etapowy
I Poznański batalion etapowy – oddział wojsk wartowniczych i etapowych w okresie II Rzeczypospolitej pełniący między innymi służbę ochronną na granicy polsko-sowieckiej.

## Formowanie i zmiany organizacyjne
I Poznański batalion etapowy sformowany został 20 października 1919 jako batalion polowy Okręgu Wojskowego nr I Gniezno. I i II batalion garnizonowy wydzielił 470 żołnierzy, a na dowódcę wyznaczono ppor. Szymona Wachowiaka z 59 pułku piechoty. W początkowym okresie batalion używał też nazw: I Wielkopolski batalion etapowy lub I batalion etapowy 2 Dywizji Strzelców Wielkopolskich.
Do batalionu wcielono żołnierzy starszych wiekiem i o słabszej kondycji fizycznej. Oficerowie i podoficerowie nie mieli większego doświadczenia bojowego. Batalion nie posiadał broni ciężkiej, a broń indywidualną żołnierzy stanowiły stare karabiny różnych wzorów z niewielką ilością amunicji.
We wrześniu 1919 dowództwo batalionu stacjonowało w Mińsku. Wg Ochała 14 listopada 1919 batalion przydzielono do dyspozycji frontu litewsko-białoruskiego w Lidzie. 19 listopada wyjechał do Lidy, a tam podporządkowany został Dowództwu Okręgu Etapowego Mińsk. Od 27 listopada 1919 batalion pełnił służbę garnizonową, wartowniczą oraz prowadził ekspedycje karne i rozbrajał ludność w grupie kpt. Górskiego. Wiosną 1920 batalion podlegał nadal DOE „Mińsk”. We wrześniu batalion wchodził w skład IVa Brygady Etapowej. Stacjonował w Białej Podlaskiej przy Dowództwie Powiatu Etapowego Biała. Stan baonu wynosił wówczas 2 oficerów i 271 szeregowców . W październiku 1920 zreorganizowano brygady etapowe 4 Armii. Batalion wszedł w podporządkowanie dowódcy IVb Brygady Etapowej.
W lutym 1921 bataliony etapowe przejęły ochronę granicy polsko-rosyjskiej. Początkowo pełniły ją na linii kordonowej, a w maju zostały przesunięte bezpośrednio na linię graniczną z zadaniem zamknięcia wszystkich dróg, przejść i mostów.
W 1921 bataliony etapowe ochraniające granicę przekształcono w bataliony celne.

## Służba kordonowa
Wiosną 1920 batalion otrzymał uzupełnienie. 27 maja 1920 część batalionu przydzielona została na II linię bojową na odcinku Ihumeń-Puchowica. 10 lipca batalion rozpoczął odwrót.Część batalionu ze Stołpc, przez Baranowicze została skierowana do Wołkowyska. Dowództwo i tabory maszerowały pieszo przez Mir i Słonim na Białystok. 21 lipca batalion podjął walkę z rosyjskim podjazdem. Następnie kontynuował odwrót przez Sokółkę, Zambrów, Komorowo do Serocka, a tam, wspólnie ze szwadronem 6 pułku Strzelców Granicznych obsadził przyczółek mostowy Wierzbica. następnie wycofał się do Zegrza celem reorganizacji.
4 września zszedł z przyczółka i został skierowany do punktu zbornego batalionów etapowych w Łukowie. 8 września został przydzielony do Dowództwa Powiatu Etapowego „Biała Podlaska". 3 października został przesunięty do Wołkowyska do zabezpieczenia linii kolejowych Mosty-Wołkowysk-Zelwa. 15 października przydzielony został do DPE „Pińsk". Podczas marszu na trasie: Izabelin, Podorsk, Kossow, Iwaczewica, Ozapie, Łogiszyn batalion prowadził działania przeciwko bandom oraz wystawiał stację etapową Łogiszyn. Od 26 października stacjonował w Pińsku. 14 marca 1921 batalion otrzymał zadanie przegrupować się do Łunińca. Od 22 do 31 maja w ramach DOK „Baranowicze" obsadzał pododcinek kordonowy nr 6, od rzeki Morocz do Słucza. Dowództwo, 1. i 2 kompania stacjonowały w Mikaszewiczach, 3 kompania w Maleszewie, 4 kompania w Leninie. Następnie batalion służył jako osłona Stacji Kontrolnej „Mikaszewicze"  od Wieliczkowicz do rzeki Stwigi. Tu został zluzowany przez 33 Batalion Celny. 
Z końcem lipca 1921 batalion przeszedł do ochrony granicy na Suwalszczyźnie. Dowództwo batalionu i 1. kompanię rozlokowano w Suwałkach. 31 sierpnia zlikwidowano 4. kompanię, a jej żołnierze zostali przydzieleni do 2. i 3 kompanii etapowej. Te ostatnie  w następnych dniach przejęły ochronę linii kordonowej od Szlinokiemia do Rakówka. Kompanie etapowe zluzowały stacjonujące tam dwie kompanie I/24 pułku piechoty

## Dowódcy batalionu
- ppor. / por. piech. Szymon Wachowiak[a] (1919 – VII 1921[12])